# Josiah Edward Spurr
Josiah Edward Spurr (1 de octubre de 1870 - 12 de enero de 1950) fue un geólogo y explorador estadounidense. Autor de diversos libros de divulgación sobre sus trabajos en Alaska, destacó en el campo de la geología aplicada a la minería, actividad en la ejerció como consultor internacional.

## Semblanza
Spurr nació en Gloucester (Massachusetts), en el seno de una familia tradicionalmente dedicada a la pesca. Sin embargo, su propensión a marearse cada vez que embarcaba en un pesquero, acabó por convencer a sus padres de que debía acudir a la universidad (al contrario que sus hermanos, que continuaron el negocio familiar). Tras estudiar en Harvard, comenzó su carrera participando en la Cartografía Geológica de Minnesota, en la que identificó por primera vez el gran núcleo de mineral de hierro de la cordillera de Mesabi.
Posteriormente dirigió dos expediciones a Alaska de gran importancia para el Servicio Geológico de los Estados Unidos en 1896 y 1898, cuando aún no se disponía de teléfonos, vehículos motorizados, aviones, o aparatos eléctricos. En 1896 dirigió la primera expedición al interior de Alaska, explorando el Territorio del Yukón, donde se había descubierto oro recientemente. En 1898 recorrió el río Kuskokwim, estableciendo la toponimia de la zona. 
A continuación realizó las primeras observaciones científicas sobre el volcán del Monte Katmai, y sobre la zona que más tarde sería conocida como el "Valle de los diez mil humos". Durante estas expediciones encontró desde nativos americanos hasta contrabandistas de whisky, experiencias que reflejó en sus libros, que se convirtieron en un trabajo de referencia durante la fiebre del oro en Alaska.
Tras cartografiar estas regiones, Spurr llegó a ser uno de los principales asesores geológicos internacionales, trabajando para clientes como el Sultán de Turquía, Bernard Baruch, y los Guggenheim. Fue considerado uno de los geólogos más influyentes del mundo, y probablemente el número uno en el campo de la geología económica (la aplicación de geología a la minería).
Con 68 años de edad se interesó por el origen de los cráteres de la Luna, y publicó cuatro libros con los que hizo una contribución relevante sobre el tema.  Su último libro, "Geología aplicada a la Selenolografía", publicado justo un año antes de su muerte, aunque muy criticado, tuvo una gran influencia. Estaba considerado un magnífico escritor, estimado por su concisión.
Publicó más de cien artículos en revistas científicas, libros y monografías, así como poesía y libros para el público en general.
Muchos de sus escritos y fotografías se conservan en el Centro de Patrimonio Americano de la Universidad de Wyoming; otros se guardan en la oficina del Servicio Geológico de los Estados Unidos en Anchorage.
Tuvo cinco hijos: Edward; John; William Alfred; Robert A.; y Stephen H.
Existe una biografía publicada por su nieto, el economista Stephen J. Spurr.

## Publicaciones de Josiah Edward Spurr
Algunas de sus publicaciones más destacadas son:
- Geology of the Aspen mining district, Colorado; 1898
- Geology of the Tonopah mining district, Nevada; 1905
- Economic geology of the Georgetown quadrangle; 1908
- Political and commercial geology and the world's mineral resources; 1920
- The ore magmas; 1923
- The marketing of metals and minerals; 1925
- Geology applied to selenology; 1945

## Eponimia
Llevan su nombre:
- El Monte Spurr, un volcán con fases de actividad cercano a Anchorage
- El cráter lunar Spurr[2]
- La Spurrita, un mineral